# Wolf Vostell
Wolf Vostell (Leverkusen, 14 ottobre 1932 – Berlino, 3 aprile 1998) è stato un pittore, scultore e artista tedesco.
Fu un pioniere della videoarte, della video installazione e delle installazioni, nonché una figura di riferimento all'interno del movimento Fluxus. Pur non essendo, in questa fase, in contatto con l'ambiente statunitense, egli introdusse in Europa una forma d'arte simile a quella che negli stessi anni veniva elaborata da Allan Kaprow: l'happening.

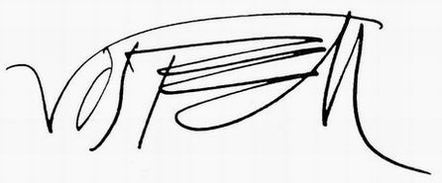
Firma di Vostell

## Biografia
Nel 1953 Wolf Vostell apprende fra Parigi e Wuppertal tecniche grafiche ed in particolare la litografia. 
Negli anni cinquanta viaggia molto fra Colonia, Parigi e la regione spagnola dell'Estremadura (dove conoscerà la sua futura moglie, Mercedes, e dove oggi si trova il Museo Vostell Malpartida).
A Parigi, nel 1954, ispirato da un venditore di giornali che annunciava l'incidente di un aereo precipitato poco dopo il suo decollo (peu après son décollage), sviluppa il principio che lo accompagnerà in tutta la sua evoluzione artistica: il Dé-coll/age.
Al 1958 rialisa, ispirato dal libro del suo maestro parigino Cassandre Le Spectacle est dans la rue, il primo happening Das Theater ist auf der Straße, (Il teatro è nella strada) invitava i passanti a recitare, ricombinandole, le lettere presenti sugli stralci di manifesti lungo le vie di Parigi.
Das schwarze Zimmer (1958) è una installazione che incorporava un televisore e che fu acquisita dalla Berlinische Galerie di Berlino.
Una tra le sue opere più note, 6 TV dé-coll/age, venne esposta per la prima volta nel 1963 a New York insieme alle sue note opere di trasformazione di auto americane in sculture: esempi di quest'arte sono Ruhender Verkehr, 1969, Colonia, Concrete Traffic, 1970, Chicago, VOAEX, 1976, Museo Vostell Malpartida, Malpartida de Caceres, Spagna, Zwei Beton-Cadillacs in Form der nackten Maja, 1987, Berlino.
Il 10 novembre 1965 Vostell realizza un happening itinerante a Berlino: 100 Ereignisse - 100 Minuten - 100 Stellen: Cento azioni della durata di un minuto vengono effettuate in 100 posti della città.
Nel 1992 fu organizzata a Colonia una grande retrospettiva delle opere di Wolf Vostell, suddivisa in 6 musei diversi della regione. I musei che hanno ospitato la retrospettiva sono stati: lo Stadtmuseum Köln, il Kunsthalle Köln, il Rheinisches Landesmuseum Bonn, il Kunsthalle Mannheim, lo Schloss Morsbroich Leverkusen e lo Städtisches Museum Mülheim Ruhr. David Vostell ha girato un documentario su questa retrospettiva dal titolo Vostell 60 - Rückblick 92.
Con una grande costanza e continuità, Vostell iniziò a collezionare minuziosamente documenti fotografici, testi artistici, corrispondenza personale con artisti come Nam June Paik, Allan Kaprow, Dick Higgins e molti altri, articoli di giornali, inviti ad avvenimenti artistici e, soprattutto, libri che rispecchiano, nel loro contenuto, i movimenti artistici in cui Vostell si muoveva. Un'altra parte fondamentale dell'Archivio Wolf Vostell è rappresentata da un fondo fotografico sulla vasta e poliedrica opera dell'artista. L'archivio comprende inoltre una biblioteca generale di circa 6.000 libri che coprono tutti i generi della storia dell'arte, e un totale di circa 25.000 documenti che costituiscono un importantissimo fondo per l'informazione, la ricerca e l'ispirazione. Nel 2005 la Junta de Extremadura ha acquisito l'archivio incorporandolo nel Museo Vostell Malpartida.

## Lavoro artistico
Dal 1950 in poi Vostell realizzò le sue prime idee artistiche, nel 1953 iniziò un apprendistato come litografo e frequentò la Werkkunstschule alla Bergische Universität con Ernst Oberhoff a Wuppertal. Il 6 settembre 1954, a Parigi, trovò la parola décollage (cioè sollevare, allentare, allentare la colla, separare) sul frontespizio di Le Figaro, che fu usata in relazione allo schianto di un Lockheed Super Constellation nello Shannon. Vostell ha cambiato l'ortografia in Dé-coll/age e ha applicato il termine al suo poster strappato e agli eventi. Per Wolf Vostell, Dé-coll/age è diventato un principio di design e un concetto completo di arte.
Nel 1955/1956 frequenta l'École nationale supérieure des beaux-arts di Parigi e nel 1957 l'Accademia d'arte di Düsseldorf. L'Happening Das Theater ist auf der Straße di Vostell del 1958 a Parigi è stato il primo happening in Europa. Il suo happening Cityrama del 1961 a Colonia è stato il primo in Germania. Vostell ha prodotto oggetti con televisori e parti di automobili. Influenzata dal lavoro di Karlheinz Stockhausen nello studio elettronico del WDR, la TV-Dé-coll/agen elettronica è stata prodotta nel 1959. Questo segnò l'inizio del suo coinvolgimento nel movimento Fluxus, da lui co-fondato nel 1962.
Nel 1959 Vostell ha fondato l'Archivio Vostell. Wolf Vostell ha raccolto fotografie, testi artistici, corrispondenza personale con compagni come Nam June Paik, Joseph Beuys, Dick Higgins, oltre ad altri oggetti, che documentavano il lavoro degli artisti della sua generazione. Dagli anni Novanta, la biblioteca privata di Vostell fa parte dell'archivio. Il suo lavoro è documentato fotograficamente ed è anche parte dell'archivio, che dal 2006 è ospitato nel "Museo Vostell Malpartida".
Vostell ha dato il via ad altri eventi, tra gli altri 9-Nein-dé-coll/agen a Wuppertal nel 1963, l'Happening You a New York nel 1964 e altri a Berlino, Colonia, Wuppertal e Ulm. Nel 1963 Wolf Vostell è diventato un pioniere della video arte con l'installazione 6 TV Dé-coll/age nella collezione del Museo Reina Sofía Madrid e con il video Sun in your head. Nel 1965 partecipa alla 24 ore della Galerie Parnass di Wuppertal. Nel 1967 si occupò della guerra del Vietnam nell'happening Miss Vietnam. Nel 1968, in collaborazione con il compositore Mauricio Kagel e altri, fonda Labor e. V., che si occupa della ricerca di eventi acustici e visivi.
Vostell è considerato il primo artista che ha integrato un televisore in un'opera d'arte. Questo ambiente del 1958, composto da tre assemblaggi, intitolato Das schwarze Zimmer (German View, Auschwitz Spotlight 568, Treblinka) fa parte della collezione della Berlinische Galerie. I primi lavori con i televisori sono Transmigracion I a III, del 1958, e Elektronischer dé-coll/age Happening Raum, un'installazione del 1968.
Dagli anni '50 Wolf Vostell ha tematizzato l'Olocausto in numerose opere. Wolf Vostell non voleva esprimere con il suo aspetto esteriore che era ebreo. Con il suo aspetto portava piuttosto i suoi valori all'esterno e quindi si dirigeva senza ambiguità contro il pericolo di sopprimere o addirittura di dimenticare lo sterminio degli ebrei europei da parte dei nazionalsocialisti tedeschi. Con i suoi riccioli alle tempie, il cappello di pelliccia e il caftano, si adattava perfettamente all'immagine del nemico che la propaganda del regime hitleriano aveva dipinto come uno stereotipo antisemita, sull'esempio degli ebrei dell'Europa orientale. Esagerava questa immagine utilizzando altri attributi, come gli anelli ostentati sulle dita e un sigaro altrettanto spesso, che nelle caricature calunniose dell'epoca nazista era stato simbolicamente dato all'"usuraio ebreo ghiotto di denaro".

### Primo lavoro
Nel 1953 inizialmente ha prodotto opere tradizionali come Korea and Korea Massacre (entrambi olio su carta), War Crucifixion II (olio su tela) e gli acquerelli The Couple, Family, Airplane e War Crucifixion. Nel 1955 ha disegnato un ciclo di disegni a inchiostro sulla meravigliosa storia di Peter Schlemihl.

### 1960s
Nel 1962 Vostell ha partecipato alla manifestazione Fluxus Fluxus: Festival Internazionale di Musica Contemporanea di Wiesbaden e nel 1963 al festival Fluxus Festum Fluxorum Fluxus di Düsseldorf. Nel 1962 ha fondato la rivista Dé-coll/age - Bulletin of Current Ideas. Nel 1963 espone nella Galerie Parnass l'installazione Das schwarze Zimmer (La stanza nera), installata in una stanza buia con pareti dipinte di nero. Nel 1964 Vostell dà inizio all'Happening In Ulm, around Ulm and around Ulm - nello stesso anno ha la sua prima partecipazione alla 13ª mostra del Deutscher Künstlerbund di Berlino. Nel 1965 seguono gli Happenings Berlin 100 Ereignisse e nel 1967 Miss Vietnam. Si è spesso occupato di temi politici e sociali.
Tra il 1965 e il 1969, in collaborazione con René Block, sono state realizzate mostre, happening, multipli e pubblicazioni. Nel 1968 crea la serigrafia B-52 - al posto delle bombe. Nel 1969 - in collaborazione con la galleria d'arte intermedia di Helmut Rywelski a Colonia - Vostell realizza la sua prima scultura in cemento armato per automobili, Ruhender Verkehr.

### Berlino e Malpartida de Caceres
Nel 1970 Vostell si trasferì a Berlino. Nel 1970 ha creato Heuschrecken, un'installazione con 20 monitor e una videocamera. Nello stesso anno sono state create le installazioni TV-Schuhe e TEK. Nel 1973 ha creato il ciclo Mania. 40 opere, in cui Vostell ha attinto fotografie da riviste e vi ha incollato oggetti. Nel 1973 ha creato le installazioni Auto Fieber und Energie. 1976 Vostell fonda il Museo Vostell Malpartida a Malpartida de Cáceres. Nel 1974 realizza l'happening Fragole a Berlino.
Dal 1975 lavora su temi spagnoli come i dipinti del ciclo dell'Extremadura, il ciclo del 1976 El muerto que tiene sed (Il morto che ha sete) o il 1985 El entierro de la Sardina (La sepoltura della sardina). Negli anni Ottanta realizza l'installazione I Venti, il dipinto La Battaglia di Anghiari del 1982, che ricorda l'omonimo dipinto di Leonardo da Vinci Battaglia di Anghiari, il ciclo Milonga del 1985, e il Tauromaqie con BMW parte dal 1988.

### 1990s
A Berlino ha realizzato dipinti di grande formato come il Trittico di Berlino del 1990, il ciclo Weinende del 1992 e Weinende Hommage an Anne Frank. Sculture in bronzo come Berlinerin del 1994 in edizione limitata. Opere grafiche, sculture e assemblaggi come Arc de Triomphe N°1 del 1993, Ritz del 1998 e multipli come Berliner Brot del 1995.

## Influenza sull'arte

### Dé-coll/età e sfocatura
Durante un soggiorno a Parigi nel settembre 1954, Vostell lesse la parola Décollage in un titolo di Le Figaro (traduzione tedesca: annullare, annullare l'incollato, separare). Vostell ha cambiato l'ortografia per se stesso. Dal 1954 in poi ha chiamato il suo poster a strappo Dé-coll/age. In seguito ha trasferito il termine Dé-coll/age alle sue vicende. Per Wolf Vostell il Dé-coll/age è diventato un principio di design e un concetto completo di arte. Cerere del 1960, Coca-Cola, il tuo candidato, Great Session with Da (tutte le foto del 1961), Wochenspiegel Beatles e Livio del 1966 sono esempi di Dé-coll/agen di Wolf Vostell.
Negli anni '60 Wolf Vostell ha lavorato con la tecnica della sfocatura. Con una miscela di trementina e tetracloruro di carbonio, le fotografie nelle riviste possono essere sfocate. Il ciclo Kleenex del 1962, Kennedy prima di Corham del 1964, Goethe Today del 1967 e Omaggio a Henry Ford e Jaqueline Kennedy del 1967 sono esempi delle immagini sfocate di Wolf Vostell. Ha combinato il dé-coll/age con la sfocatura, come in Jayne Mansfield del 1968 e Marilyn Monroe del 1962 o Hours of fun del 1968.

### Politica
Wolf Vostell si occupa di eventi politici mondiali nel suo lavoro artistico fin dagli anni Cinquanta. Già nel 1958 ha tematizzato la Seconda Guerra Mondiale e l'Olocausto nell'installazione Das schwarze Zimmer (La stanza nera). La guerra di Corea e la guerra del Vietnam divennero temi delle sue opere, così come lo furono con la sua sfocata Miss America del 1968, che affrontò l'assassinio di John F. Kennedy e altri eventi politici internazionali in dipinti e assemblaggi.
Wolf Vostell ha anche tematizzato i temi di politica interna della Repubblica Federale. Le rivolte studentesche, il miracolo economico e la critica del capitalismo sono documentati nelle sue opere. La guerra fredda e la guerra di Bosnia sono presenti nelle sue opere. Wolf Vostell ha documentato ed elaborato la caduta del Muro di Berlino in oltre 50 opere. Dal trittico di 6 metri di larghezza del 9 novembre 1989 alle opere più piccole, la caduta del muro di Berlino di Wolf Vostell ha dato luogo a un ulteriore ciclo di lavori. Nel corso dei decenni è stata creata un'opera politica nell'opera di Wolf Vostell.

### Televisione
Dal 1958 Wolf Vostell ha integrato i televisori nelle sue opere. Immagini, assemblaggi, installazioni e sculture di Wolf Vostell sono spesso progettati con televisori. La maggior parte delle volte i set sono impostati su un programma normale. Così Wolf Vostell integra nelle sue opere l'attualità e l'attualità.

### Tauromaquia
Dal 1976 Wolf Vostell viaggiava regolarmente tra Berlino e Malpartida de Cáceres. In questo periodo realizza nel suo studio spagnolo una serie di dipinti e disegni che mostrano il tema Tauromaquia. Le tele di grande formato mostrano tori, per lo più sanguinanti e fatti a pezzi. Realizzava assemblaggi in cui combinava teste di toro dipinte con lampadine, parti di automobili o altri oggetti.

### Calcestruzzo, piombo e oro
Fin dai primi anni Sessanta Wolf Vostell ha lavorato con il cemento, che è diventato una sorta di tratto distintivo delle sue opere. Ha creato sculture, come le sue sculture in cemento armato per auto. Ha anche lavorato il liquido di cemento come colore per i suoi dipinti e disegni. Dipingeva anche con cemento liquido, vernice acrilica e carbone. Nei suoi dipinti e nei suoi disegni si possono vedere molti blocchi di cemento disegnati più volte. I corpi umani possono spesso essere riconosciuti come forme angolari concrete. Negli anni '80 e '90 ha lavorato con il piombo liquido. Ha versato piombo liquido sulle sue tele, combinando vernice acrilica, piombo liquido e cemento liquido. Wolf Vostell ha lavorato anche con la foglia d'oro, che ha applicato direttamente sulla tela.

## Ricezione
Nel 1989 è stata inaugurata l'Art'otel Berlin Kudamm, che ha come tema Wolf Vostell, diventando così una mostra permanente.
Nel 1990 il trittico di Vostell del 9 novembre 1989 e i relativi disegni di design sono stati esposti per la prima volta nella parte orientale di Berlino nella galleria Weidendamm in Friedrichstraße 103.
Nel 1992 la città di Colonia ha onorato Vostell con una retrospettiva della sua opera. Le sue opere sono state esposte in sei sedi: il Museo della città di Colonia, la Kunsthalle Köln, il Rheinische Landesmuseum Bonn, la Kunsthalle Mannheim, lo Schloss Morsbroich di Leverkusen e il Kunstmuseum Mülheim an der Ruhr. Sotto la direzione artistica di David Vostell, è stato prodotto il film documentario Vostell 60 - Retrospective 92nd su questa retrospettiva.
Dal 1989, la scultura del 1969 in cemento armato Resting Traffic, per la quale Vostell ha gettato una Opel Kapitän in cemento, si trova sullo spartitraffico centrale dell'Hohenzollernring di Colonia. Altre sculture in calcestruzzo per auto sono Concrete Traffic del 1970 a Chicago, nel Museo Vostell Malpartida VOAEX del 1976 e Two Concrete Cadillacs a forma di Maja nuda a Berlino del 1987

## Collezioni
- Una vasta collezione di opere è visibile nel museo FLUXUS+ di Potsdam.
- Nella sua città natale di Leverkusen, Wolf Vostell è rappresentato in modo permanente nel Museo Morsbroich con opere dal 1959 al 1982.
- Nella collezione della Berlinische Galerie ci sono alcune opere di Wolf Vostell. Tra le altre l'installazione Das schwarze Zimmer (La stanza nera) del 1958, Wir waren so Art Museumsstück (Eravamo una specie di pezzo da museo) del 1964, Hours of fun del 1968 o Die Schlacht von Anghiari (La battaglia di Anghiari) del 1986.
- Il Museo Vostell Malpartida espone nella sua collezione permanente opere degli anni Settanta, come Auto-Fever, Energy e VOAEX, degli anni Ottanta, come El Entierro de la Sardina, Las Chicas del Billar e Mythos Berlin e degli anni Novanta, come il ciclo Trashumancia. Nel Museo Vostell Malpartida si trova l'Archivio Vostell-Archivio.
- Diverse opere di Wolf Vostell, come la Dé-coll/age Coca-Cola del 1961, l'installazione Omaggio a Henry Ford e Jaqueline Kennedy del 1967 e la sfocata Miss America del 1968 sono nella collezione del Museum Ludwig di Colonia. I primi lavori come la Electronic dé-coll/age Happening Room del 1968 si trovano nella Neue Nationalgalerie di Berlino. Le locuste del 1970 si possono vedere nel Museum Moderner Kunst Stiftung Ludwig Vienna e Marilyn Monroe nella Neue Galerie.

Altre opere si trovano nel Center for Art and Media Technology, nella Haus der Geschichte der Bundesrepublik Deutschland, nel Germanisches Nationalmuseum, nel Rheinisches Landesmuseum Bonn, nel Museo Reina Sofia, nel Musée d'art moderne de la Ville de Paris, nel Musée d'Art Moderne et Contemporain de Strasbourg, nella Fondazione Mudima di Milano, nelle strade e piazze pubbliche e in altri musei e collezioni private di tutto il mondo.

## Premi e riconoscimenti
- 1981: Docente, Accademia Internazionale estiva di Belle Arti di Salisburgo
- 1982: Premio Pablo Iglesias, Madrid.
- 1990: Médaille de la Ville de Paris [45]
- 1992: cattedra onoraria, Berlino.
- 1996: Orso di Berlino (Premio B.Z. Cultura)
- 1997: Premio Hannah Höch. Premiato dalla Berlinische Galerie.
- 1998: Medalla de Extremadura, Spagna (postumo)
- Paseo Wolf Vostell, Malpartida de Cáceres, Spagna (postumo)
- Cittadino onorario di Malpartida de Cáceres, Spagna (postumo)
- 2001: Wolf Vostell Strasse, Leverkusen (postumo)
- 2014: Premio internazionale per i diritti umani, Dr. Rainer Hildebrandt Medal (postumo)

### Cataloghi e presentazioni della mostra
- Fasi. Jürgen Becker e Wolf Vostell, prefazione di Max Bense, Galerie Der Spiegel, Colonia 1960.
- TPL, François Dufrêne, Alain Jouffroy, Wolf Vostell, Verlag Der Kalender, Wuppertal 1961.
- Ed.: Jürgen Becker e Wolf Vostell: Happenings, Fluxus, Pop Art, Nouveau Réalisme. Una documentazione. Rowohlt Verlag, Reinbek 1965.
- Wolf Vostell. Disegno dei numeri della lotteria, notizie giornaliere e cartina meteorologica, Das Wort zum Sonntag. edition et, et 14, 1966.
- Vostell. Immagini, sfocature, notazioni di accadimento 1961-1966. Kölnischer Kunstverein, 1966.
- Rainer K. Wick: Vostell Sociological. Bonn 1969.
- Wolf Vostell. Dé-coll/agen, blurring 1954-1969. edizione 17, Galerie René Block Berlin 1969.
- Wolf Vostell. Aktionen, Happenings and Demonstrations since 1965, Rowohlt Verlag, Reinbek 1970, ISBN 3-498-07053-3.
- Wolf Vostell. L'accadimento e la vita. Casa editrice Luchterhand 1970.
- Wolf Vostell. Elettronica. Nuova galleria nel vecchio Kurhaus, Aquisgrana 1970.
- Wolf Vostell. Ambienti/apparizioni 1958-1974. Arco2, Musée d'art Moderne de la Ville de Paris, Parigi 1974.
- Wolf Vostell. Retrospettiva 1958-1974, Nuova Galleria Nazionale di Berlino, Musei nazionali del patrimonio culturale prussiano, Berlino 1975.
- V40. Multhipla Edizione, Milano 1976.
- Wilhelm Salber: L'uovo come grammatica mediatica per il progetto Documenta di Vostell. Kassel 1977.
- Wolf Vostell. Disegni 1952-1976. Museo am Ostwall, Dortmund 1977.
- Wolf Vostell. Ambienti, Pintura, Eventi, Dibuixos, Video. Fundació Joan Miró, Barcellona 1978.
- Wolf Vostell. Musée d'art moderne et contemporain de Strasbourg 1985.
- Treno Fluxus. Il museo mobile. 7 Ambienti sul lavoro di Love Death Work, Berlino 1981.
- Vostell e Berlino, vita e lavoro 1971-1981. DAAD-Galerie Verlag, Berlino 1982.
- Wolf Vostell, I Nudi e i Morti. Edizione Ars Viva, Berlino 1983, ISBN 3-924306-11-7.
- Vostell. Dé-coll/agen, sfocato, immagini a livelli, immagini di piombo, immagini di oggetti. Associazione artistica di Brunswick, 1980.
- L'Opera Plastica 1953-1987, Mult(H)ipla, Milano 1987.
- Rappresentante. Galleria Lavignes-Bastille, Parigi, 1990, ISBN 2-908783-00-2.
- Rolf Wedewer: Vostell. Retrospettiva 92° opere cartacee, Intermedia - TV &, Video. Catalogo della mostra con testi di Michael Euler-Schmidt. Edizione Braus, Heidelberg 1992, ISBN 3-925520-44-9.
- Wolf Vostell, Dipinti 1954-1991. Edizioni Carte Segrete, Roma 1992, ISBN 88-85203-53-1.
- Wolf Vostell. Vita = Arte = Vita. Galleria d'arte Gera, E. A. Seemann, Gera 1993, ISBN 3-363-00605-5.
- Wolf Vostell. Automobili. Pubblicato da Pablo J. Rico. Wasmuth Verlag, Tubinga 1999, ISBN 3-8030-3093-5.
- Vostell. I disastri della pace. Varlerio Dehò, Edizioni Charta, Milano 1999, ISBN 88-8158-253-8.
- Wolf Vostell. La Caída del Muro de Berlín. Museo Vostell Malpartida, 2000. ISBN 84-7671-583-8.
- José Antonio Agúndez García: 10 eventi di Wolf Vostell. Editora Regional de Extremadura, 2001, ISBN 84-7671-510-2.
- Wolf Vostell. La televisione. Galeria Miejska Arsenal w Poznania, Polonia 2002, ISBN 83-88947-05-2.
- Wolf Vostell. Museo Vostell Malpartida. MVM, Catalogo, 2002, ISBN 84-7671-697-4.
- Wolf Vostell. Giacomo Zaza, La Nuova Pesa, Roma 2004, ISBN 2-9519858-4-3.
- Wolf Vostell. Maria del Mar Lozano Bartolozzi, Editoriale Nerea, Collana Arte Hoy, 2005, ISBN 978-84-89569-38-6.
- Wolfgang Vomm, Wulf Herzogenrath e José Antonio Agúndez García, a cura di: Wolf Vostell - The Printmaking. Städtische Galerie Villa Zanders in collaborazione con la Galerie und Schloßverein. Bergisch Gladbach 2005, ISBN 3-9810401-0-4.
- sedimento: Wolf Vostell. Per le strade e le piazze attraverso le gallerie. Mitteilungen zur Geschichte des Kunsthandels, edizione 14/2007 Zentralarchiv des internationalen Kunsthandels, Verlag für moderne Kunst, Norimberga, ISBN 978-3-939738-61-9.
- Wolf Vostell. La mia arte è l'eterna resistenza contro la morte. Rheinisches Landesmuseum Bonn 2007, ISBN 978-3-9811834-0-5.
- Wolf Vostell. Mon art est la résistance éternelle à la mort. Carré d'Art-Musée d'Art Contemporain de Nimes, 2008, ISBN 978-2-915639-88-9.
- Wolf Vostell. Dé-coll/età. Editoriale Pintan Espadas No.10, Badajoz 2008, ISBN 978-84-7796-165-9.
- Wolf Vostell. Artista Europeo. Mudima Edizioni, Milano 2010, ISBN 978-88-96817-04-9.
- Il teatro è in strada, The Happenings of Wolf Vostell. Museo Morsbroich Leverkusen. Kerber Verlag, 2010, ISBN 978-3-86678-431-4.
- Wolf Vostell, L'artista è presente. City Gallery Mannheim 2012, ISBN 978-3-944128-37-5.
- Mercedes Vostell: Vostell - a vita. Siebenhaar Verlag, Berlino 2012, ISBN 978-3-936962-88-8.
- Klaus Gereon Beuckers: Dé-coll/age e happening. Studi sul lavoro di Wolf Vostell. Ludwig, Kiel 2012, ISBN 978-3-86935-145-2.
- Cartelli. Wolf Vostell. Museo Vostell Malpartida 2013, ISBN 978-84-9852-359-1.
- Klaus Gereon Beuckers, Hans-Edwin Friedrich e Sven Hanuschek: dé-coll/age come manifesto, manifesto come dé-coll/age. Manifesti, conferenze d'azione e saggi di Wolf Vostell. neoAvantgarden, vol. 3, edizione testo + kritik: Monaco 2014, ISBN 978-3-86916-260-7 [49].
- Beuys Brock Vostell. Action Demonstration Participation 1949-1983. ZKM - Center for Art and Media Technology, Hatje Cantz, Karlsruhe, 2014, ISBN 978-3-7757-3864-4 [50].
- Dick Higgins, Wolf Vostell. Architettura fantastica. Primary Information, 2015, ISBN 978-0-9906896-0-7.
- Wolf Vostell, sismografo della sua epoca, opere 1952-1998 (a cura di) David Vostell, LB Publication, The Wolf Vostell Estate, 2016
- Vostell, Stills. Rooster Gallery New York, The Wolf Vostell Estate, 2016

### Film e documentari su Wolf Vostell
- 1966: Kunst und Ketchup (über das 24-Stunden-Happening). Südwestfunk. Film di Elmar Hügler.
- 1967: Wolf Vostell und Hansjoachim Dietrich – Hommage an Henry Ford. Autohaus Maletz. Köln. Film di Manfred Montwé.
- 1968: Wolf Vostell. WDR. Köln und Wuppertal. Film di Paul Karalus.
- 1969: Vostell und andere oder Lippenstifte für Vietnam. WDR. Film di Paul Karalus.
- 1973: Wolf Vostell – Berlin Fieber. Happening – Documentazione di Ulrike Ottinger
- 1980: Endogen Depression. Documentazione di David Vostell.
- 1982: Elektronischer dé-coll/age Happening Raum. Alla mostra Kunst wird Material. Neue Nationalgalerie Berlin, 1982. Film di David Vostell
  - Wolf Vostell – Mitten am Rande der Welt. NDR. Film di Jürgen Böttcher.
  - Reisewege zur Kunst, Extremadura. SFB. Film di Jürgen Böttcher.
- 1983: Wolf Vostell – Miss America. NDR. Film di Hannelore Schäfer.
- 1986: Wolf Vostell. Miss America (1968). WDR. 1000 Meisterwerke
- 1988: Wolf Vostell – Kunst ist Leben, Leben ist Kunst. NDR. Menschengesichte. Film di Rudij Bergmann.
- 1991: Der Ruhende Verkehr – Wolf Vostell und das Auto. WDR. Film di Doris Netenjakob.
- 1992: Wolf Vostell, Vostell 60 – Rückblick 92. WDR. Relazione sulla retrospettiva di Wolf Vostell nella NRW 1992.
  - Vostell 60 – Rückblick 92. Film di David Vostell
- 1994: Traumziele. Zwischen Berlin und Malpartida-auf den Spuren von Wolf Vostell. WDR. Film di Werner Filmer e Ernst – Michael Wingens.
- 1997: Wolf Vostell. SDR. BergmannsArt. Film di Rudij Bergmann.
- 2015: Malpartida Fluxus Village. Film di María Pérez.

## Opere
- Korea Massaker, 1953
- Zyklus Guadalupe, 1958

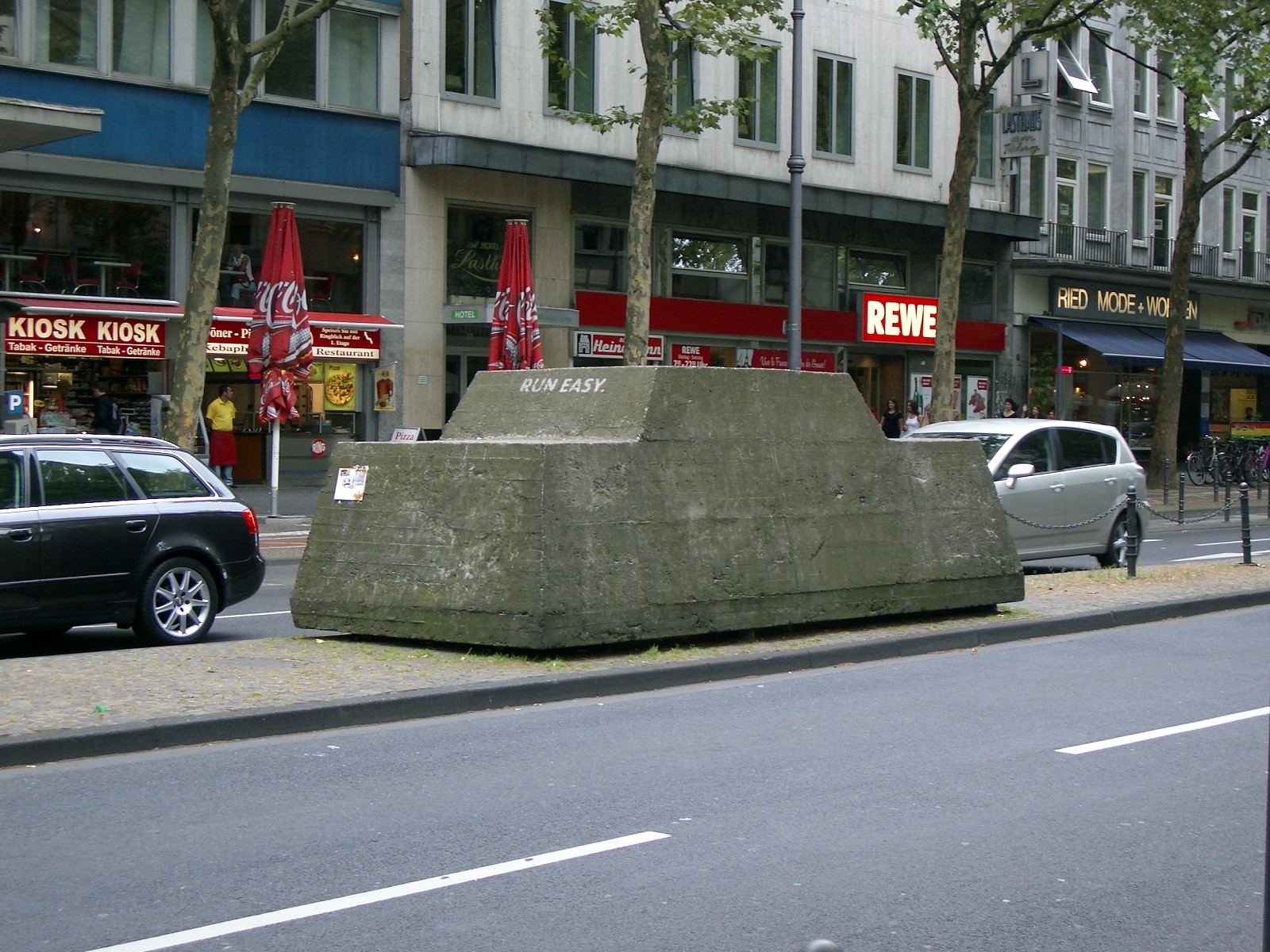
Wolf Vostell, Ruhender Verkehr, 1969, Colonia

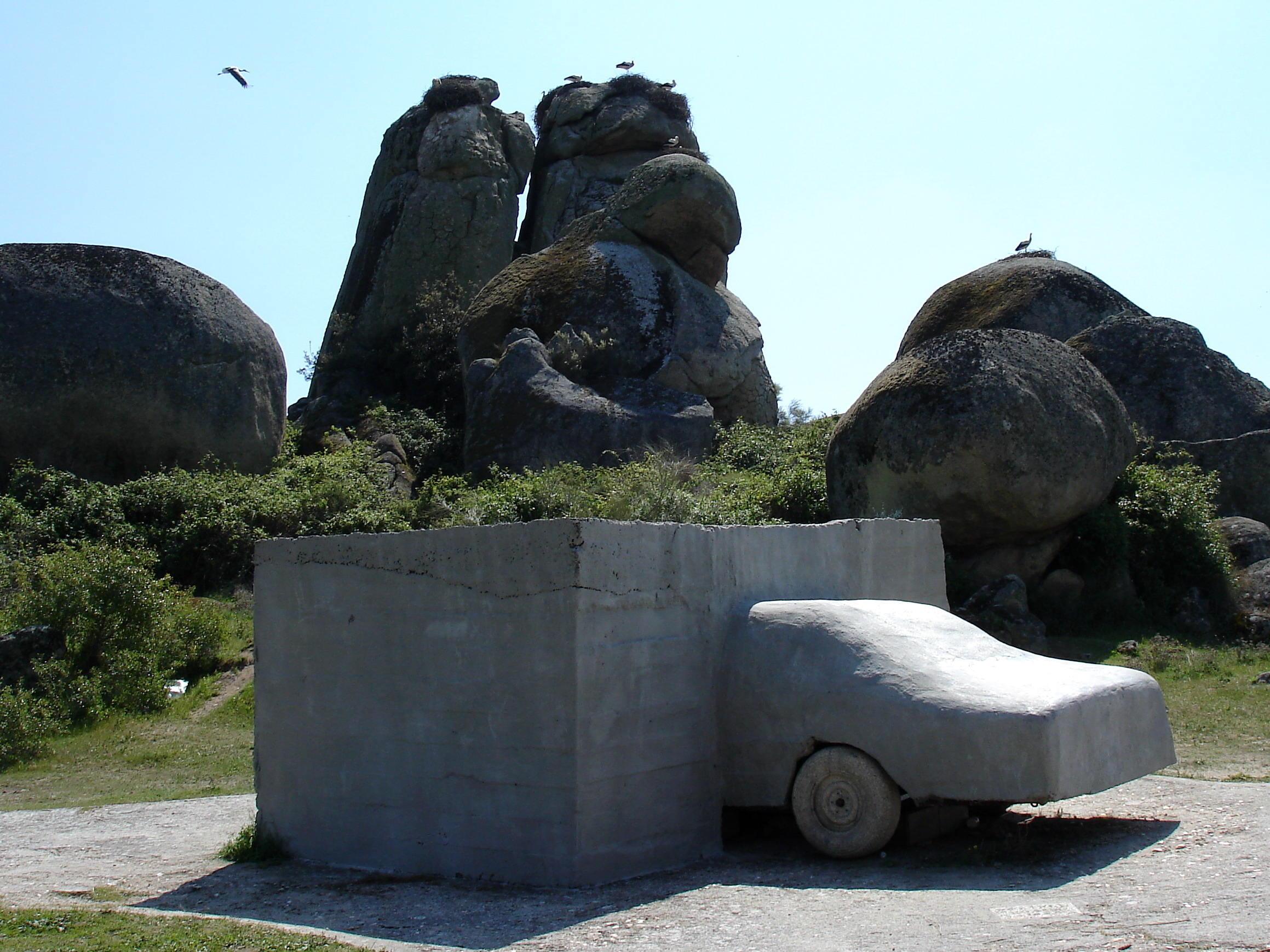
Wolf Vostell, VOAEX, 1976, Museo Vostell Malpartida, Malpartida de Cáceres, Spagna

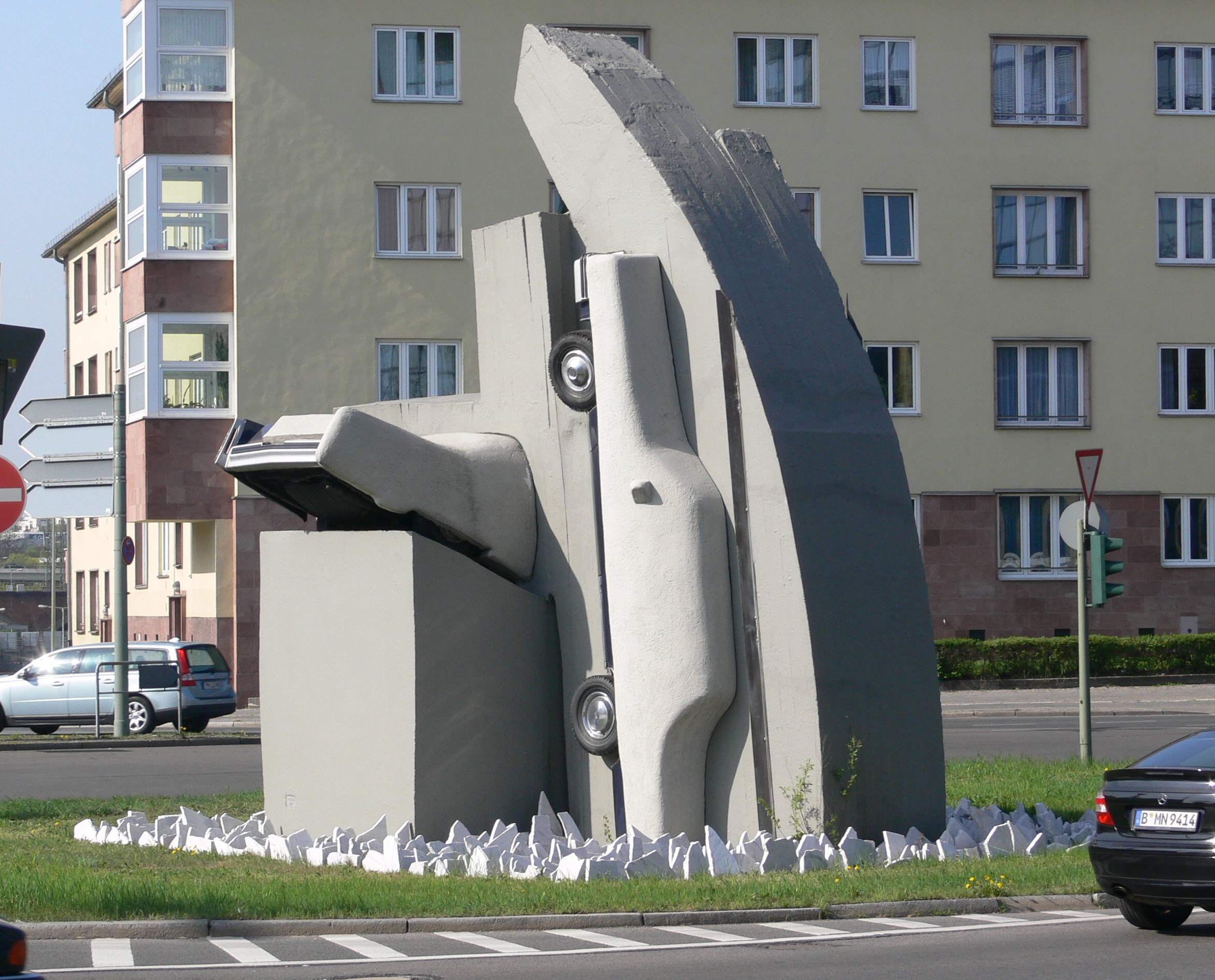
Wolf Vostell, 2 Beton Cadillacs in Form der nackten Maja, 1987, Rathenau Platz, Berlino

- Das schwarze Zimmer, 1958, Berlinische Galerie, Berlin
- Transmigracion, I-III,[4] 1958
- Das Theater ist auf der Straße, 1958, Happening
- Rue de Buci,[5] 1960, Dé-coll/age
- Ihr Kandidat, 1961, Dé-coll/age, Haus der Geschichte der Bundesrepublik Deutschland[6]
- Coca-Cola, 1961, Dé-coll/age, Museo Ludwig
- Cityrama, 1961, Happening
- Wochenspiegel Beatles, 1961, Dé-coll/age, Saarlandmuseum
- Cityrama, 1961, Happening
- Marilyn Monroe,[7] 1962, Dé-coll/age
- Zyklus Kleenex, 1962
- Marilyn Monroe Idolo,[8] 1963, Dé-coll/age
- 6 TV Dé-coll/age,[9] 1963, Museo Nacional Centro de Arte Reina Sofía
- You, 1964
- Wir waren so eine Art Museumsstück, 1964, Berlinische Galerie, Berlin
- Goethe Heute, 1967, Sprengel Museum Hannover
- Hommage an Henry Ford und Jaqueline Kennedy, 1967, Museo Ludwig
- Elektronischer De-coll/age Happening Raum 1968, Neue Nationalgalerie, Berlin
- Hours of fun,[10] 1968, Berlinische Galerie Berlin
- Miss America,[11] 1968, Museo Ludwig
- Jetzt sind die Deutschen wieder Nr. 1 in Europa, 1968, Germanisches Nationalmuseum, Bonn
- B-52 - Lippenstift Bomber,[12] 1968
- Ruhender Verkehr, 1969, Colonia
- Radar Alarm F., 1969
- Concrete Traffic, 1970, Chicago
- Heuschrecken, 1970,[13] Museum Moderner Kunst Stiftung Ludwig Wien, Vienna
- Auto-Fieber,[14] 1973,[15] Museo Vostell Malpartida
- Energie, 1973
- VOAEX (Viaje de (H)ormigon por la Alta Extremadura), 1976, Museo Vostell Malpartida[16]
- Die Winde,[17] 1981[18]
- Die Steine, 1981
- Taxistand, 1983
- Zyklus Milonga, 1986
- Zyklus Majas, 1986
- Zyklus Beton Tango, 1985
- Zyklus Milonga, 1986
- Mythos Berlin, 1987, Museo Vostell Malpartida
- Zwei Beton Cadillacs in Form der nackten Maja, 1987, Rathenauplatz, Berlin
- La Tortuga, 1988, Marl
- Schule von Athen, 1988, Rheinisches Landesmuseum Bonn
- Tauromaquia mit BMW Teil, 1988
- 9. November 1989 Berlin, 1989
- Zyklus Der Fall der Berliner Mauer, 1989
- Berlin, 1990
- Le Choc, 1990
- Auto-TV-Hochzeit 1991, Zentrum für Kunst und Medientechnologie[19]
- Kafkas Boot[20], 1991
- Tauromaquia mit Geige, 1991
- Zyklus Weinende, Hommage a Anna Frank, 1992
- Arc de Triomphe N°1, 1993
- A-Z, 1995, Museo Extremeño e Iberoamericano de Arte Contemporáneo
- Drei Grazien auf dem Weg zum Ende des XX. Jahrhunderts, 1995
- Jesus mit TV Herz, 1996
- Shoah, 1997
- Blaue Maja I, 1997
- Ritz, 1998

## Selezione di mostre e retrospettive
- 1966: Bilder, Verwischungen, Happening-Notationen 1961-1966, Kölnischer Kunstverein, Köln.
- 1970: happening & fluxus, Kölnischer Kunstverein, Colonia
- 1974: Retrospettiva. Musée d'art moderne de la Ville de Paris
- 1975: retrospettiva. Nuova Galleria Nazionale, Berlino
- 1977: documenta 6, Kassel
- 1978: immagini 1959-1974 Museo de Arte Contemporaneo, Madrid
- 1980: Vostell. Dé-coll/agen, sfocato, immagini a livelli, immagini di piombo, immagini di oggetti. Associazione artistica Brunswick.
- 1981: Treno Fluxus. Tour 15 città in Nord Reno-Westfalia
- 1982: L'intero progetto grafico. Biblioteca nazionale di Francia, Parigi
- 1990: 9 novembre 1989 Galleria a Weidendamm, Centro per le mostre d'arte della RDT, Berlino
- 1992: Vostell 60 - Recensione 92a retrospettiva. Rheinisches Landesmuseum Bonn, Kölnisches Stadtmuseum, Schloss Morsbroich, Kunstmuseum Mülheim an der Ruhr, Kunsthalle Köln.
- Vostell. Dipinti 1954-1991 Palazzo delle Esposizioni, Roma
- Vostell - Estremadura, Asamblea de Extremadura, Merida
- 1997: Wolf Vostell nelle collezioni del Nordreno-Vestfalia, dipartimento culturale Bayer AG, Leverkusen
- 2006: L'intero progetto grafico. Galleria d'arte di Brema
- 2007: La mia arte è l'eterna resistenza contro la morte, Rheinisches Landesmuseum Bonn
- 2008: Wolf Vostell. Mon art est la résistance éternelle à la mort, Carré d'Art-Musée d'Art Contemporain de Nimes
- 2010: Il teatro è in strada, Die Happenings di Wolf Vostell. Museo Morsbroich Leverkusen
- Wolf Vostell Artista Europeo, Fondazione Mudima, Milano
- 2011: Wolf Vostell - Fluxus, film e televisione, Museo Fluxus Plus, Potsdam
- 2014: Beuys Brock Vostell. Partecipazione alla dimostrazione d'azione 1949-1983: ZKM - Centro per l'arte e la tecnologia dei media, Karlsruhe
- 2017/18: Wolf Vostell per il suo 85º compleanno - schizzi e sculture. Museo FLUXUS+, Potsdam